# BKS Stal Bielsko-Biała
BKS Stal (pełna nazwa: Bialski Klub Sportowy Stal Bielsko-Biała) – wielosekcyjny, klub sportowy, powstały w 1922 w Białej (obecnie część Bielska-Białej).

## Historia

### Powstanie klubu
Klub powstał w odrodzonej po I wojnie światowej Polsce, z inicjatywy mieszkańców miasta, a także sympatyków sportu, na fali tworzenia klubów umożliwiających uprawianie wielu dyscyplin oraz rywalizację sportową. Dodatkowym czynnikiem motywującym była chęć stworzenia klubu o polskim rodowodzie - w sąsiednim Bielsku prężnie działały niemieckie kluby, które dominowały w regionie. BKS powstał na bazie Towarzystwa Sportowego „Szczerbiec”, w którym uprawiano turystykę, gimnastykę sportową na wzór wojskowy oraz tenis stołowy. W klubie od samego początku największy nacisk kładziono na sekcję piłki nożnej. Już w 1927, po 5 latach działalności, powstał w Białej stadion, na którym drużyna rozgrywa mecze do dziś. Stadion został w całości sfinansowany ze środków klubowych. Pierwszym prezesem bialskiego klubu został Rudolf Kobiela.

### Okres międzywojenny
W okresie międzywojennym piłkarska drużyna BKSu nie odnosiła żadnych znaczących sukcesów, natomiast w klubie prężnie rozwijały się sekcje lekkoatletyki, kolarstwa, tenisa stołowego, a przede wszystkim turystyki, która stanowiła początek polskiego ruchu turystycznego w Beskidach, tym samym przeciwstawiając się niemieckiej dominacji w tej dziedzinie, a także przyczyniająca się do rozwoju sekcji narciarstwa przy Polskim Towarzystwie Narciarskim w Białej. Klub stawiał sobie najwyższe cele i dążył do podwyższenia stopnia zawodowstwa, a także rozwoju nowych sekcji, plany te jednak zniweczyła II wojna światowa, kiedy to wielu działaczy oraz zawodników stanęło w obronie ojczyzny.

### Lata powojenne i PRL
Po wojnie klub szybko się odrodził. Ponownie najprężniej działającą sekcją była piłka nożna. Przełom lat 40 i 50 to prawdziwy rozkwit bialskiego klubu. W najlepszym okresie działania istniały aż 22 sekcje sportowe, a klubem jak i poszczególnymi sekcjami w ramach sportu związkowego, zaczęły się opiekować bielskie zakłady przemysłu elektro-maszynowego. Głównym patronatem objęła klub Bielska Fabryka Maszyn Włókienniczych „Befama”, a prezesem klubu był jej dyrektor naczelny Eugeniusz Główka. Pomoc finansowa ze strony „Befamy” zaowocowała rozwojem bazy treningowej, a przede wszystkim przebudowaniem stadionu. Stworzenie nowoczesnego obiektu sportowego umożliwiło w 1961 rozegranie towarzyskiego meczu lekkoatletycznego pomiędzy juniorskimi reprezentacjami Polski i Włoch. Stworzenie sztucznego lodowiska na bocznym boisku treningowym pozwoliło na treningi hokeistom, którzy przez kilka lat walczyli o prymat na Śląsku (wicemistrzostwo Śląska juniorów w 1949 roku). W połowie lat 50 odnotowano pierwszy poważny sukces w historii klubu. Żeńska drużyna siatkarek, powstała zaledwie w 1951, awansowała do I ligi siatkówki kobiet. Natomiast już w 1955 drużyna odniosła pierwszy krajowy sukces w tej sekcji, zdobywając puchar CRZZ w największej masowej imprezie siatkarskiej w Polsce oraz puchar GKKF, odpowiednik późniejszego Pucharu Polski. Lata 60 nie przyniosły klubowi większych sukcesów w ani piłce nożnej, ani w siatkówce. Bliskimi awansu do II ligi byli tenisiści stołowi. Dobrze prezentowała się natomiast sekcja ciężarowców. Tytuły mistrzów Polski wywalczyli Włodzimierz Torbus, Antoni Pietruszek, który został w swojej wadze rekordzistą świata i kilku innych zawodników.

### Patronat FSMu
Lata 70 to nowy opiekun „Stali”, jeden z największych zakładów na terenie miasta - istniejącego od 1951 już jako Bielsko-Biała – Fabryka Samochodów Małolitrażowych (FSM), a przede wszystkim jej zakład nr 1. Prezesem klubu został dyrektor naczelny fabryki Ryszard Dziopak, a później dyrektor zakładu nr 1 FSM Karol Stekla. Nowy patronat opłacił się. Piłkarze dwukrotnie awansowali do II ligi - w 1973 (po 5 latach drużyna spadała) oraz 1981. Siatkarki, które opuściły ligę w 1958, powróciły do niej 1979 i grają nieprzerwanie do dziś. Ten okres to również czas, kiedy bielski w bielskim klubie pracowało grono wybitnych trenerów: Antoni Piechniczek (piłka nożna), Jerzy Matlak (siatkówka kobiet), Włodzimierz Torbus (podnoszenie ciężarów), Leszek Gracz (tenis stołowy). W latach 80 po raz kolejny rozbudowano infrastrukturę sportową. Powstała hala sportowa, hotel, gabinety odnowy biologicznej. Coraz prężniej działa sekcja siatkówki kobiet, która w 1987 sięgnęła po wicemistrzostwo Polski, a od 1988 przez 4 sezony regularnie zdobywała mistrzostwo Polski oraz trzykrotnie Puchar.

### Lata 90 do dziś
Obecnie prężnie działają tylko sekcje siatkówki kobiet i piłki nożnej. Połowa lat 80 i 90 to ciężki okres dla sekcji piłkarskiej BKSu. Po spadku z II ligi w 1983 roku, klub już nigdy nie grał tak wysoko w rozgrywkach na szczeblu centralnym. Ze zmiennym szczęściem piłkarze radzili sobie w klasie okręgowej, IV i III lidze. W ostatnim sezonie zespół wywalczył utrzymanie w IV lidze, co dawało miejsce w zreorganizowanej nowej III lidze, grupie śląsko-opolskiej.
Znacznie lepiej radzi sobie sekcja siatkówki kobiet. Od 1987 roku do 1998 (oprócz 1995) siatkarki z Bielska-Białej zawsze zajmowały miejsce w pierwszej trójce, oraz zdobyły tytułu mistrzowskie w sezonach 1989/1990, 1990/1991. Kolejne tytuły przyszły w sezonach 1995/96, 2002/2003, 2003/2004 i 2009/2010. W klubie występowało i występuje wiele reprezentantek Polski. Trzy ówczesne siatkarki BKSu: Katarzyna Skorupa, Katarzyna Gajgał, Anna Barańska oraz dwie byłe Anna Podolec i Milena Sadurek brały udział w Igrzyskach Olimpijskich w Pekinie w 2008 roku.
Z pozostałych sekcji obecnie pozostała sekcja tenisa ziemnego, zajmująca się głównie szkoleniem dzieci i młodzieży, oraz sekcja podnoszenia ciężarów i trójboju siłowego, której reprezentanci występują w turniejach indywidualnych.

## Sukcesy

### Piłka nożna
- 2. miejsce w rozgrywkach II ligi w sezonach 1973/74 i 1981/1982.
- Wicemistrzostwo Polski Juniorów w sezonie 1979/1980.

### Siatkówka kobiet
- Mistrzostwa Polski:
  -  1.miejsce (8): 1988, 1989, 1990, 1991, 1996, 2003, 2004, 2010
  -  2.miejsce (5): 1987, 1992, 1994, 1995, 2009
  -  3.miejsce (6): 1993, 1997, 2000, 2007, 2011, 2024
- Puchar Polski 
  -  Zdobywca pucharu (8 - rekord): 1955, 1979, 1988, 1989, 1990, 2004, 2006, 2009
  -  Finalista Pucharu Polski (10): 1977, 1987, 1991, 1994, 1995, 1997, 1998, 2001, 2002, 2007
- Superpuchar Polski
  -  Zdobywca Superpucharu (2): 2006, 2010

## Obiekty klubowe

### Stadion

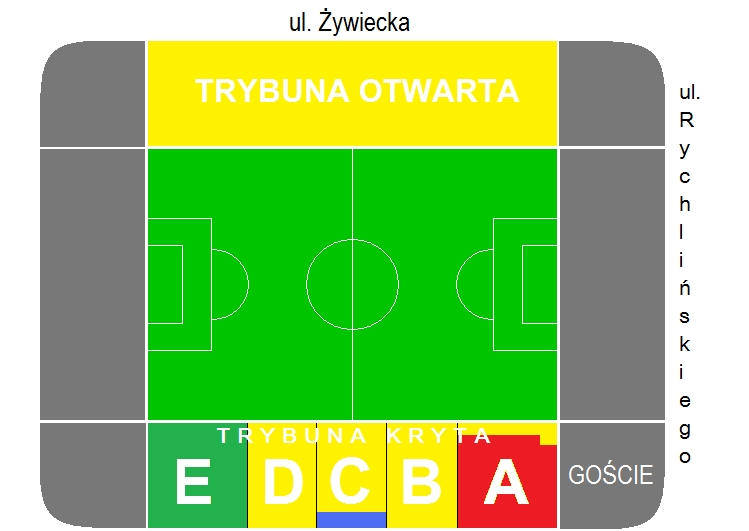
Schemat Stadionu Miejskiego

- Nazwa: Stadion Miejski w Bielsku-Białej (dawniej Stadion BKS Stal)
- Adres: ul. Rychlińskiego 19
- Rok budowy: 1927 (przebudowany w latach 50. XX wieku)
- Pojemność: 3 000 widzów
- Boisko: 105 x 70 m
- Oświetlenie 1400 lx

Pierwotnie stadion należał do bialskiego klubu BKS Stal i prócz funkcji piłkarskiej pełnił funkcję stadionu lekkoatletycznego. W latach 70 stadion przejął FSM, był jego właścicielem do 2006 roku kiedy to stadion został przejęty przez miasto i od tego czasu jego właścicielem jest Bielsko-Bialski Ośrodek Sportu i Rekreacji (BBOSiR). 22 września 2008 roku rozpocznie się modernizacja stadionu - zostanie zamontowane oświetlenie oraz podgrzewana murawa. W lutym 2008 roku zostały zaprezentowane projekty, a także wizualizacje nowego, całkowicie zmodernizowanego Stadionu Miejskiego.

### Hala sportowa
W 2007 roku hala została rozbudowana. Dobudowano nową trybunę.
- Wymiary: 42 x 24 [metr|m]
- Pojemność: 1000 miejsce (550 balkon, 450 piętro)

### Hotel „Olimp”
- Pokoje:
  - Jednoosobowe (2)
  - Dwuosobowe (19)
  - Trzyosobowe (3)
- Atrakcje:
  - Sauna
  - Siłownia
  - Restauracja
  - Salakonferencyjna
  - Świetlica
- Parking strzeżony

## Sekcja piłki nożnej
Największymi sukcesami klubu było dwukrotne zajęcie 2. miejsca (w jednej z dwóch grup) w II lidze w sezonach 1973/74 i 1981/1982

### Rozgrywki
- do 1955 - klasa A
- 1955 - pierwszy awans do III ligi
- 1955 - 1972 - na przemian A klasa, ligi okręgowe, III liga i liga międzywojewódzka
- 1973 - 1978 - II liga
- 1978 - 1981 - liga międzywojewódzka
- 1981 - 1983 - II liga
- 1983 - ligi od okręgowej, przez IV ligę do III ligi
- do 2018 - nowa III liga
- od 2018 - klasa okręgowa
- od 2024 - V liga

### Skład
| Bramkarze - Mateusz Rosół - Rafał Magaczewski | Obrońcy - Łukasz Antczak - Dariusz Rucki - Jakub Mrozek - Wojciech Góral - Przemysław Suchowski - Marek Profic | Pomocnicy - Damian Mrożek - Damian Baron - Witold Szczepanik - Krystian Papatanasiu - Robert Basiura | Napastnicy - Michał Matejko - Mateusz Malinka - Adam Kozielski - Bartosz Wojtków - Mariusz Gałgan - Szymon Gilewicz | Sztab szkoleniowy - Marek Mandla (trener) - Sławomir Białek (II trener) - Jan Linnert (kierownik drużyny) - Edward Iwanicki (masażysta) |

## Sekcja siatkówki kobiet

### Rozgrywki
- 1955-1958 - I liga
- 1958-1974 - II liga
- 1974 - awans do II ligi
- 1976 - awans do I ligi

### Skład
| Rozgrywająca - Dorota Wilk - Marta Szymańska | Przyjmująca - Karolina Ciaszkiewicz - Natalia Strózik - Monika Czypiruk-Solarewicz - Koleta Łyszkiewicz | Środkowa - Aleksandra Trojan - Danijela Nikić - Małgorzata Lis - Sylwia Pelc - Paulina Stroiwąs | Libero - Mariola Wojtowicz | Atakująca - Helena Horká - Laura Tomsia |

| Sztab szkoleniowy - Mirosław Zawieracz(trener) - Adam Malik(II trener) - Elżbieta Handzlik (masażystka) - Adam Malik (statystyk) |

## Wybitni sportowcy związani z BKSem Stal Bielsko-Biała

### Piłka nożna
- Józef Gomoluch – reprezentant Polski
- Józef Kopicera – reprezentant Polski
- Józef Młynarczyk – 3. miejsce na Mistrzostwach Świata w Hiszpanii 1982, uczestnik Mistrzostwach Świata w 1986 w Meksyku
- Henryk Spodzieja – reprezentant Polski
- Tadeusz Małnowicz – reprezentant Polski
- Grzegorz Więzik

### Siatkówka kobiet
- Anna Werblińska – reprezentantka Polski, udział w IO w Pekinie 2008
- Karolina Ciaszkiewicz – reprezentantka Polski
- Eleonora Dziękiewicz – reprezentantka Polski
- Katarzyna Gajgał – reprezentantka Polski, udział w IO w Pekinie 2008
- Paulina Maj – reprezentantka Polski
- Agata Mróz – reprezentantka Polski, dwukrotna Mistrzyni Europy
- Milena Sadurek – reprezentantka Polski, udział w IO w Pekinie 2008
- Agata Sawicka – reprezentantka Polski
- Katarzyna Skorupa – reprezentantka Polski, udział w IO w Pekinie 2008
- Joanna Staniucha-Szczurek – reprezentantka Polski
- Magdalena Śliwa – reprezentantka Polski, dwukrotna Mistrzyni Europy
- Dorota Świeniewicz – reprezentantka Polski, dwukrotna Mistrzyni Europy
- Anna Podolec – reprezentantka Polski, udział w IO w Pekinie 2008
- Aleksandra Przybysz – reprezentantka Polski, dwukrotna Mistrzyni Europy

### Hokej
- Wiktor Olszowski – reprezentant Polski

### Podnoszenie ciężarów
- Antoni Pietruszek – rekordzista świata

## Znani trenerzy prowadzący BKS Stal Bielsko-Biała

### Piłka nożna
- Antoni Piechniczek – selekcjoner reprezentacji Polski
- Henryk Spodzieja – reprezentant kraju
- Bronisław Waligóra – trener m.in. Widzewa Łódź

### Siatkówka kobiet
- Wiktor Krebok – trener reprezentacji mężczyzn w latach 1994-1996, wywalczył awans na IO w Atlancie 1996
- Jerzy Matlak – jeden z najlepszych trenerów w Polsce